# Miguel Osovi
Miguel Osovi (San Carlos de Bolívar, Buenos Aires, Argentina; 30 de abril de 1974) es un periodista deportivo, relator y comentarista de fútbol argentino. Es reconocido por ser uno de los periodistas fundacionales del Fútbol para Todos, donde relató y comentó los partidos de la Primera División de Argentina durante los 8 años del programa. Actualmente es comentarista del programa Fútbol ATP y relator de los Juegos Olímpicos de Tokio 2020.

## Biografía
Nació el 30 de abril de 1974 en la ciudad de San Carlos de Bolívar, Provincia de Buenos Aires. Estudio en la escuela estatal N°1 de la ciudad e hizo la secundaria en el colegio privado Cervantes. 
En febrero de 2020, Osovi volvió a la ciudad y estuvo presente en el mundialito homenaje a Nico Treviño, organizado por la asociación civil Uniendo Sonrisas de la cual es padrino.

## Trayectoria
En 1992 se trasladó a La Plata y cursó durante 2 años la carrera de periodista deportivo de Instituto DeporTEA de Buenos Aires. En 1995 volvió a Bolívar para ejercer en distintas radios, televisión, diarios, etc.
En el 2000 viajó a Sídney para cubrir los Juegos Olímpicos para FM Espacio y Radial Sat.
Estando en ESPN Radio cubrió los Juegos Panamericanos de 2003 y los juegos de Atenas 2004 y fue comentarista de la Liga Argentina de Voley. También fue corresponsal de Olé, cubriendo la campaña de Barracas Bolivar, que un año antes se había mudado a Bolívar y había cambiado su histórica denominación, y saldría campeón tras 70 años. También cubrió a Bolívar Signia en voley.
En 2006 fue conductor en América Sports del programa Fuego Sagrado y pasó a ser jefe de prensa de la Liga Argentina de Voley. A fin de año, su amigo Gustavo Kuffner lo recomienda para Canal 7 y lo contratan para asistente de producción para los Juegos Suramericanos de 2006 que se jugaban en Buenos Aires, en los mismos hizo sus primeras entrevistas para el canal.
En 2007 la gerencia de deporte le encarga los relatos de la Liga Argentina de Voley y del Mundial de FutSal, donde Argentina obtuvo el subcampeonato.
Actualmente comenta los partidos de la Liga Profesional de Fútbol del programa Fútbol ATP y los del torneo masculino de los Juegos Olímpicos de Tokio 2020, también relata los partidos de la selección argentina de voley, Las Leonas, entre otros participantes argentinos de los Juegos Olímpicos, todos por la Televisión Pública y DeporTV

## Programas

### TV
| Año           | Programa           | Canal                      |
| ------------- | ------------------ | -------------------------- |
| 2008-2009     | Torneo Nacional    | TV Pública                 |
| 2009-2017     | FPT                | Televisión Pública         |
| 2018-presente | #SomosArgentina    | Televisión Pública DeporTV |
| 2021-presente | Fútbol ATP         | Televisión Pública         |
| 2021          | Argentina Olímpica | Televisión Pública         |
| 2022          | •Rumbo A Catar     | Televisión Pública         |

### Radio
| Año  | Programa   | Radio            |
| ---- | ---------- | ---------------- |
| 2004 | ESPN Radio | ESPN Radio 107.9 |

## Coberturas

### Juegos Olímpicos
- Sídney 2000 por FM Espacio y Radial Sat
- Atenas 2004 por ESPN Radio
- Beijing 2008 por Televisión Pública
- Londres 2012 por Televisión Pública
- Río de Janeiro 2016 por Televisión Pública
- Tokio 2020 por Televisión Pública

### Copa Mundial de la FIFA
- Copa Mundial de Fútbol de 2010 por Televisión Pública
- Copa Mundial de Fútbol de 2014 por Fútbol Para Todos
- Copa Mundial de Fútbol de 2018 por Televisión Pública
- Copa Mundial de Fútbol de 2022 por Televisión Pública

### Copa América
- Copa América 2011 por Televisión Pública
- Copa América 2015 por Televisión Pública
- Copa América Centenario por Televisión Pública
- Copa América 2019 por Televisión Pública
- Copa América 2021 por Televisión Pública